# Semiothisa sectomaculata
Semiothisa sectomaculata är en fjärilsart som beskrevs av Morrison 1874. Semiothisa sectomaculata ingår i släktet Semiothisa och familjen mätare. Inga underarter finns listade i Catalogue of Life.